# Кастелверде (Латина)
Кастелверде је насеље у Италији у округу Латина, региону Лацио.
Према процени из 2011. у насељу је живело 348 становника. Насеље се налази на надморској висини од 33 м.